# Sendeanlage Pinneberg
Die Sendeanlage Pinneberg ist eine Fernmeldeanlage in Pinneberg. Sie befindet sich im Eigentum des Deutschen Wetterdienstes. Vorgänger bis in die 1990er Jahre war die Funkstelle Quickborn.
Die Sendeanlage betreibt verschiedene Sender. DDH47 sendet auf der Frequenz 147,3 kHz, die knapp außerhalb des Langwellenrundfunkbereichs (148,5 kHz – 283,5 kHz) liegt. Er sendet Wettermeldungen, hauptsächlich für die Seefahrt, mit einer Sendeleistung von 10 Kilowatt per RTTY mit 50 Baud. Die Ausstrahlungen meteorologischer Informationen des Deutschen Wetterdienstes über seine RTTY-Sender DDH7, DDK2, DDK9 sowie DDH8, DDH9 und DDH47 (Seewetterdienst) dienen ausschließlich der Sicherheit der Seefahrt im Rahmen des internationalen SOLAS-Abkommens.
Als Sendeantenne wird eine an zwei je 99 Meter hohen, geerdeten, abgespannten Stahlfachwerkmasten aufgehängte T-Antenne verwendet.

## Frequenzen
| Frequenz     | Modulationsart | Datenrate | Rufzeichen | Leistung |
| ------------ | -------------- | --------- | ---------- | -------- |
| 147,3 kHz    | RTTY           | 50 Bd     | DDH47      | 20 kW    |
| 490,0 kHz    | SITOR-B        | 100 Bd    | DDH49      |          |
| 518,0 kHz    | SITOR-B        | 100 Bd    | DDH51      |          |
| 3.855,0 kHz  | FAX            |           | DDH3       | 10 kW    |
| 4.583,0 kHz  | RTTY           | 50 Bd     | DDK2       | 1 kW     |
| 5.905,0 kHz  | AM             |           | [ 1 ]      |          |
| 6.180,0 kHz  | AM             |           | [ 1 ]      |          |
| 7.646,0 kHz  | RTTY           | 50 Bd     | DDH7       | 1 kW     |
| 7.880,0 kHz  | FAX            |           | DDK3       | 10 kW    |
| 10.100,8 kHz | RTTY           | 50 Bd     | DDK9       | 10 kW    |
| 11.039,0 kHz | RTTY           | 50 Bd     | DDH9       | 10 kW    |
| 11.638,0 kHz | RTTY           | 50 Bd     | DDK8       |          |
| 13.882,5 kHz | FAX            |           | DDK6       | 10 kW    |
| 14.467,3 kHz | RTTY           | 50 Bd     | DDH8       | 1 kW     |
| 15.988,0 kHz | RTTY           | 50 Bd     | DDK7       |          |

## NAVTEX
Über die Sender DDH49 und DDH51 erfolgt die Aussendung von NAVTEX-Meldungen für die deutschen See- und Küstengebiete.
| Frequenz | Kennbuchstabe | Sprache  | Gebiet  | Sendezeit (UTC)                          |
| -------- | ------------- | -------- | ------- | ---------------------------------------- |
| 518 kHz  | S             | englisch | Nordsee | 03:00, 07:00, 11:00, 15:00, 19:00, 23:00 |
| 490 kHz  | L             | deutsch  | Ostsee  | 01:50, 09:50, 17:50                      |
| 490 kHz  | L             | deutsch  | Nordsee | 05:50, 13:50, 21:50                      |